# Kowiesy (gmina w województwie warszawskim)
Kowiesy (od 1973 Bielany) – dawna gmina wiejska istniejąca do 1954 roku w woj. lubelskim/warszawskim. Siedzibą władz gminy były Kowiesy, a następnie Bielany-Żyłaki (dawna nazwa Bielany).
Gmina Kowiesy jest wymieniona jako jedna z 12 gmin wiejskich powiatu sokołowskiego guberni siedleckiej. W 1919 roku gmina weszła w skład woj. lubelskiego. 1 kwietnia 1939 roku gmina wraz z całym powiatem sokołowskim została przeniesiona do woj. warszawskiego. 
Po wojnie gmina zachowała przynależność administracyjną. Według stanu z dnia 1 lipca 1952 roku gmina składała się z 16 gromad. Gmina została zniesiona 29 września 1954 roku wraz z reformą wprowadzającą gromady w miejsce gmin. Jednostki nie przywrócono 1 stycznia 1973 roku po reaktywowaniu gmin, utworzono natomiast jej terytorialny odpowiednik – gminę Bielany.